# Zoo Station
〈Zoo Station〉은 아일랜드의 록 밴드 U2의 곡이다. 이 곡은 1991년 그들의 음반 《Achtung Baby》의 첫 곡인데, 이 곡은 이 그룹이 얼터너티브 록, 인더스트리얼, 그리고 일렉트로닉 댄스 뮤직으로부터 영향을 받아 음악적으로 재창조된 음반이다. 이 음반의 첫 곡인 〈Zoo Station〉은 이 밴드의 새로운 소리를 소개하면서, 산업적인 타악기와 왜곡된 기타와 보컬을 전달한다. 비슷하게, 가사는 그룹의 새로운 의도와 기대를 암시한다. 타악기의 폭발과 기타 훅에 대한 글리산도이 특징인 이 서론은, 듣는 사람이 이 음반이 U2의 최신 음반이 아니거나 그들의 음악 연주자가 망가졌다고 오해하게 하기 위한 것이었다.
이 곡의 가사는 제2차 세계대전 당시 보노가 들은 베를린에 관한 초현실적인 이야기에서 영감을 받은 것으로 보노가 밤새 폭격으로 동물원이 피해를 입었고 동물들이 탈출해 도시의 잔해를 돌아다니는 것을 허용했다. 보노는 또한 시의 베를린 동물원 철도역에서 영감을 받았고 독일의 재통일을 위한 은유로서 그것을 사용했다. 〈Zoo Station〉은 U2의 Zoo TV 투어의 모든 콘서트에서 오프닝 곡으로 공연되었다. 이 곡은 비평가들로부터 긍정적인 평가를 받았는데, 그들 중 다수는 이 곡이 이 밴드의 재창조를 나타내는 것으로 분석되었다.